# سرخ خونی (فیلم)
سرخ خونی (به انگلیسی: Blood Red) فیلمی محصول سال ۱۹۸۹ و به کارگردانی پیتر مسترسن است. در این فیلم بازیگرانی همچون اریک رابرتس، دنیس هاپر، جانکارلو جانینی، برت یانگ، کارلین گلین، لارا هریس، آل روسسیو، مایکل مدسن، الیاس کوتیاس، مارک لارنس، آلدو ری، جولیا رابرتس، سوزان آنسپاک ایفای نقش کرده‌اند.